# Powiat Wadowicki
Der Powiat Wadowicki ist ein Powiat (Kreis) im westlichen Teil der polnischen Woiwodschaft Kleinpolen. Er wird von den Powiaten Oświęcim und Chrzanów im Norden, Krakau und Myślenice im Osten sowie Sucha im Süden umschlossen. Im Westen verläuft die Provinzgrenze zur Woiwodschaft Schlesien.

## Gemeinden
Der Powiat umfasst zehn Gemeinden, davon drei Stadt-und-Land-Gemeinden und sieben Landgemeinden.

### Stadt-und-Land-Gemeinden
- Andrychów
- Kalwaria Zebrzydowska
- Wadowice

### Landgemeinden
- Brzeźnica
- Lanckorona
- Mucharz
- Spytkowice
- Stryszów
- Tomice
- Wieprz